# Conon Bridge
Conon Bridge är en ort i Storbritannien.   Den ligger i kommunen Highland och riksdelen Skottland, i den norra delen av landet, 700 km norr om huvudstaden London. Conon Bridge ligger 8 meter över havet och antalet invånare är 2 665.
Terrängen runt Conon Bridge är platt åt sydost, men åt nordväst är den kuperad. Conon Bridge ligger nere i en dal.Runt Conon Bridge är det ganska glesbefolkat, med 38 invånare per kvadratkilometer. Närmaste större samhälle är Inverness, 15,9 km sydost om Conon Bridge. Trakten runt Conon Bridge består i huvudsak av gräsmarker.